# Cheumatopsyche modica
Cheumatopsyche modica là một loài Trichoptera trong họ Hydropsychidae. Chúng phân bố ở miền Australasia.